# Улица Ворошилова (Липецк)
У́лица Вороши́лова — улица в Советском округе Липецка. Проходит от Первомайской улицы до Подовражной улицы. Пересекает улицы Советскую и Льва Толстого. Параллельно проходят улицы Фрунзе и Горького.
Улица Ворошилова является одной из старейших в Липецке. Сформировалась в процессе коренной перестройки Липецка в 1-й половине XIX века при реализации генерального плана города, утверждённого в 1805 году. До 18 апреля 1979 года называлась 1-й Липовской (по реке Липовке; сегодня в Липецке существует Липовская улица). Переименована в честь К. Е. Ворошилова к 60-летию формирования им в 1919 году в Липецке группы войск Красной Армии, противодействовавшей армии Деникина, наступавшей на Москву.

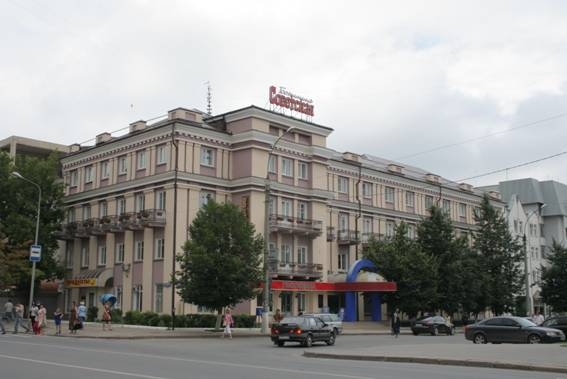
Гостиница «Советская»

На углу с Первомайской улицей находится здание аптеки № 1 (постройка конца XIX века, ранее здесь был трактир; ). На углу с Советской улицей (дом № 3) возведено многоэтажное жилое здание с множеством магазинов, салонов и прочих заведений по периметру. Дом № 5 (также на перекрёстке с Советской) занимает здание гостиницы «Советская» (построено в 1938 году; ). В марте 1963 года в доме № 4а был открыт Центральный универмаг города, с июня 1974 года преобразованный в магазин «Детский мир».

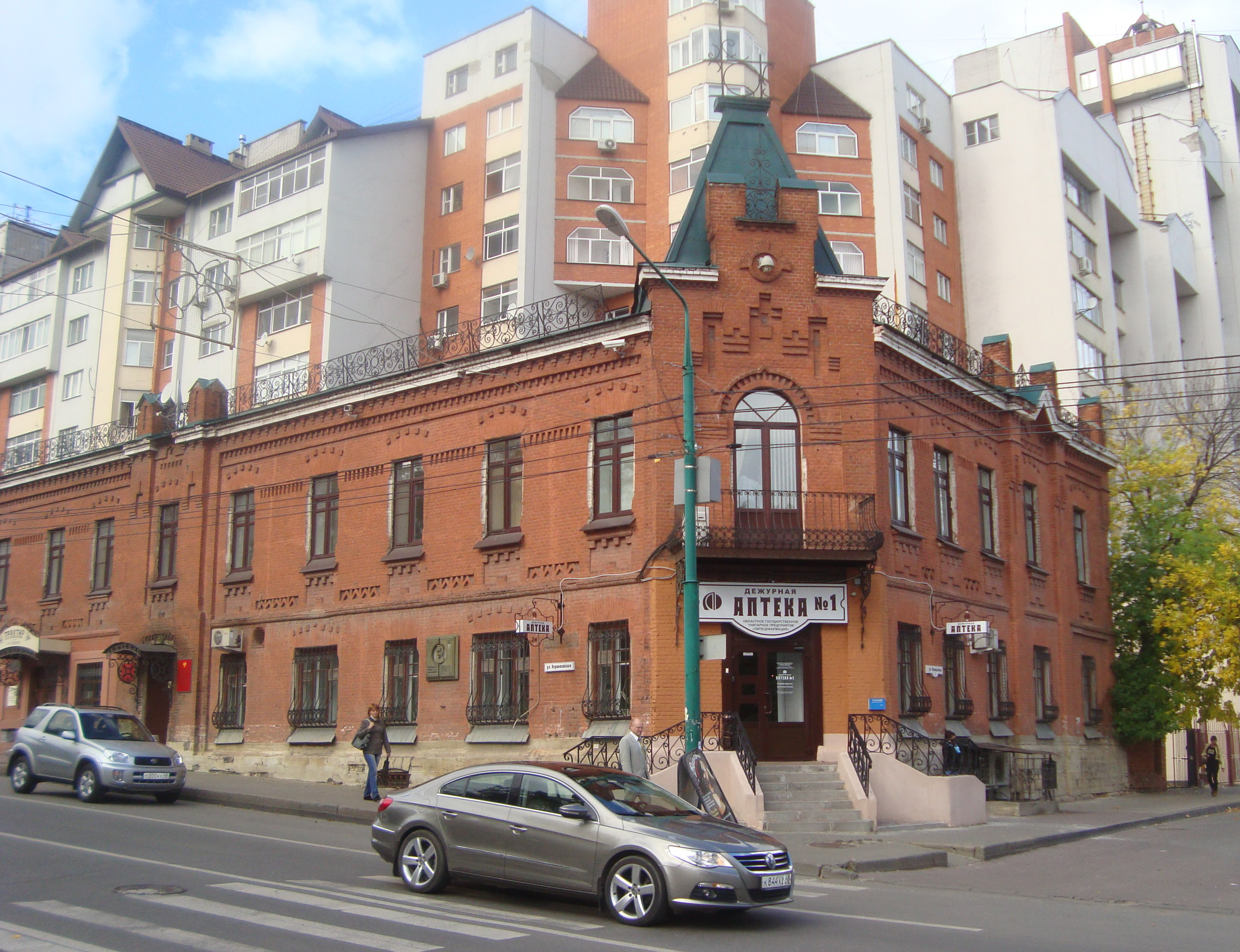
Аптека № 1

Весь квартал чётной стороны между улицами Советской и Льва Толстого, а также Театральной площадью занимает здание Липецкого государственного академического театра драмы.
Участок улицы между Первомайской и Советской улицами представляет собой бульвар.
Вдоль склона Лога улица застроена частными домами. На некоторых из них ещё недавно сохранялись таблички «1-я Липовская улица».
17 ноября 2008 года состоялось открытие мемориальной доски на фасаде дома № 7. Она посвящена режиссёру Липецкого драматического театра В. М. Пахомову, который жил в нём.

## Транспорт
- авт. 2, 6, 12, 27, 30, 36, 302, 308к, 315, 330, 352, ост.: «Стадион „Металлург“».